# 쥐사슴속
쥐사슴속 또는 작은사슴속(Tragulus)은 작은사슴과에 속하는 우제류 분류군이다. 학명은 "염소"(goat)를 의미하는 그리스어 "트라고스"(Tragos)와 "작다"(tiny)라는 의미의 라틴어 "울루스"(–ulus)의 합성어에서 유래했다. 몸무게는 0.7~8.0kg, 몸길이는 40~75cm 정도로 전 세계 우제류 중에서 가장 작다. 중국 남부(윈난성)부터 필리핀(발라박섬) 그리고 자와섬에 이르는 동남아시아에 제한적으로 분포한다.

## 하위 종
- 자와쥐사슴 또는 자바쥐사슴 (Tragulus javanicus)
- 작은쥐사슴 (Tragulus kanchil)
- 큰쥐사슴 (Tragulus napu)
- 필리핀쥐사슴 (Tragulus nigricans)
- 베트남쥐사슴 (Tragulus versicolor)
- 윌리엄슨쥐사슴 (Tragulus williamsoni)